# Tegal
Tegal este un oraș de pe insula Java din Indonezia. În anul 2003 populația sa număra circa  242 000 de oameni.